# یک تکه گوشت
«یک تکه گوشت» یا از جان گذشته (انگلیسی: Pound of Flesh) یک فیلم اکشن و دلهره‌آور کانادایی محصول سال ۲۰۱۵ به کارگردانی ارنی بارباراش با بازی ژان-کلود ون دام، شارلوت پیترز و درن شهلوی است. این سومین و آخرین همکاری ون دام با بارباراش (پس از بازی‌های ترور در سال ۲۰۱۱ و شش گلوله در سال ۲۰۱۲) محسوب می‌شود. این فیلم در ایران با عنوان از جان گذشته دوبله و شناخته شده‌است.

## داستان
فیلم دربارهٔ تلاش قهرمانانهٔ یک مأمور سابق به نام دیکن (ژان کلود ون دام)، برای نجات برادرزاده در حال مرگش است.

## بازیگران
- ژان کلود ون دم در نقش دیکن
- درن شهلوی در نقش درک
- آکی الئونگ در نقش کونگ
- جان رالستون در نقش جورج
- جیسون توبین در نقش لیام
- فیلیپ جولی در نقش زولتان
- شارلوت پیترز در نقش آنا

## تولید
فیلمبرداری و تولید اصلی این فیلم در ۲۴ مه ۲۰۱۴ به پایان رسید.
درن شهلوی در ۲۳ دی ۱۳۹۳ (۱۴ ژانویه ۲۰۱۵) در سن ۴۲ سالگی در خواب درگذشت. تیتراژ پایانی فیلم با یک یادگاری از او شروع می‌شود.

## پاسخ انتقادی
در وب‌سایت جمع‌آوری نقد راتن تومیتوز، این فیلم دارای امتیاز تأیید ۱۷٪ بر اساس ۱۲ نقد و میانگین امتیاز ۳٫۷ از ۱۰ است. در متاکریتیک، فیلم بر اساس ۵ منتقد، میانگین وزنی امتیاز ۴۱ از ۱۰۰ را دارد که نشان‌دهنده «نقدهای مختلط یا متوسط» است.